# 奧德堡
奧德堡（英語：Aldeburgh，/ˈɔːldbrə/），或譯奧爾德堡，位於北海沿岸，是英國英格蘭薩福克郡的濱海城鎮。奧德堡音樂節是享譽英國的音樂盛典，當地的著名旅遊景點有藍旗海灘。

## 外部連結
- The Aldeburgh Festival （页面存档备份，存于）
- Aldeburgh Food and Drink Festival （页面存档备份，存于）
- The Aldeburgh Poetry Festival
- Aldeburgh Literary Festival
- The Aldeburgh Museum
- Aldeburgh Past（页面存档备份，存于）
- 《末日審判書》上的Aldeburgh